# ルソティタン
ルソティタン（学名：Lusotitan）は、ポルトガルから部分的な体骨格が化石として産出した竜脚類の属。産出した地層はロウリニャン層であり、上部ジュラ系の上部キンメリッジアン階あるいは下部チトニアン階と見られる。タイプ種ルソティタン・アタライエンシス（Lusotitan atalaiensis）が知られる。
ブラキオサウルス科に属する、四足歩行を行う巨大な植物食恐竜であった。グレゴリー・ポールによる推定では全長21メートル、体重30トン。上腕骨が長く、肩が腰よりも高い位置に存在した。上腕骨長は2.05メートル、大腿骨長は2メートルであった。開けた森林地帯の広がる、乾季を伴う島嶼に生息したと推測されている。

## 発見と命名

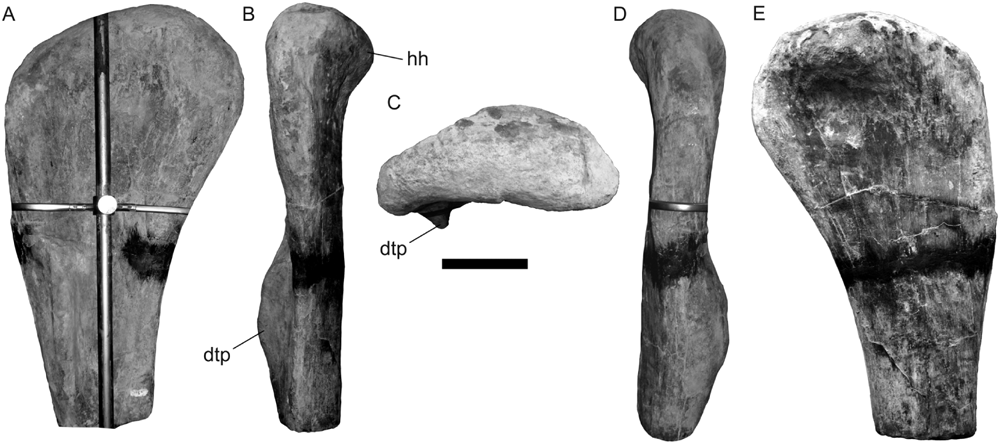
ホロタイプの上腕骨

1947年、ポルトガル地質調査所のManuel de Matosが後期ジュラ紀に遡るロウリニャン層で大型竜脚類の化石を発見した。1957年にはAlbert-Félix de LapparentとGeorges Zbyszewskiがこの化石に基づいてブラキオサウルス属の新種Brachiosaurus atalaiensisを命名したが、2003年にOctávio MateusとMiguel Telles Antunesがこれを新属ルソティタン属の新種Lusotitan atalaiensisとして命名した。属名はルシタニアの住民のラテン語名であるLusoと、ギリシア語のティーターンに由来する。タイプ種の種小名は地名アタライアに由来する。

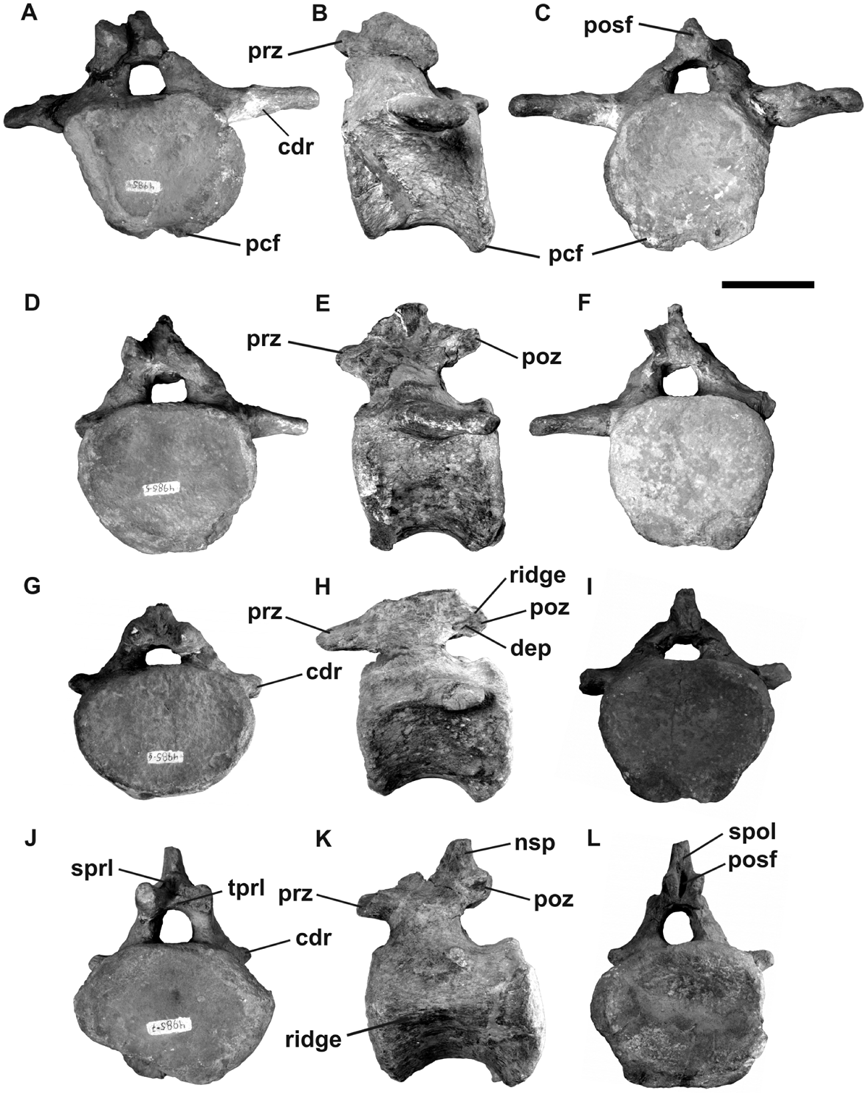
ルソティタンの尾椎

発見された骨格は頭部を欠いており、複数の場所で発見された個々の椎骨を含んだ。具体的な骨格の内訳としては、28個の椎骨（前部頸椎2個、中部胴椎1個、神経弓2個、前部尾椎1個、および一連の18個の尾椎）、12個の血道弓、断片的な肋骨、肩甲骨と思われる骨端、左右の上腕骨、左尺骨の近位部、橈骨、部分的な腸骨、左の坐骨と恥骨、左脛骨、右の腓骨の近位部および距骨から構成される。De LapparentとZbyszewskiはホロタイプを指定しておらず、Mateus and Antunes (2003)が当該骨格をレクトタイプとして指定した。
レクトタイプ標本はMannion et al. (2013)により再記載された。Mocho, Royo-Torres and Ortega (2017)はスペインの上部ジュラ系から産出したGalvesaurusあるいはGalveosaurusが本属のジュニアシノニムである可能性を指摘した。しかし、Perez-Pueyo et al. (2019)によるGalvesaurusの新たなマテリアルの記載では、姉妹群として配置されたルソティタンと区別する系統発生的な情報が特定された。

## 古生態
ポルトガル西部のロウリニャン層は後期ジュラ紀のキンメリッジアン期あるいはチトニアン期に堆積した可能性が高い。当該地域は海洋に強い影響を受ける沿岸域であったと見られる。植物相と動物相はアメリカ合衆国のモリソン層やタンザニアのテンダグル層のものと類似する。ルソティタンはロウリニャン地域で最大の恐竜であり、獣脚類のアロサウルス（A. europaeus）、ケラトサウルス、ロウリンハノサウルス、トルヴォサウルス、曲竜類のドラコペルタ、竜脚類のボスリオスポンディルスやロウリンハサウルスおよびズビ、剣竜類のダケントルルスやミラガイアと共存した。